# Punakha

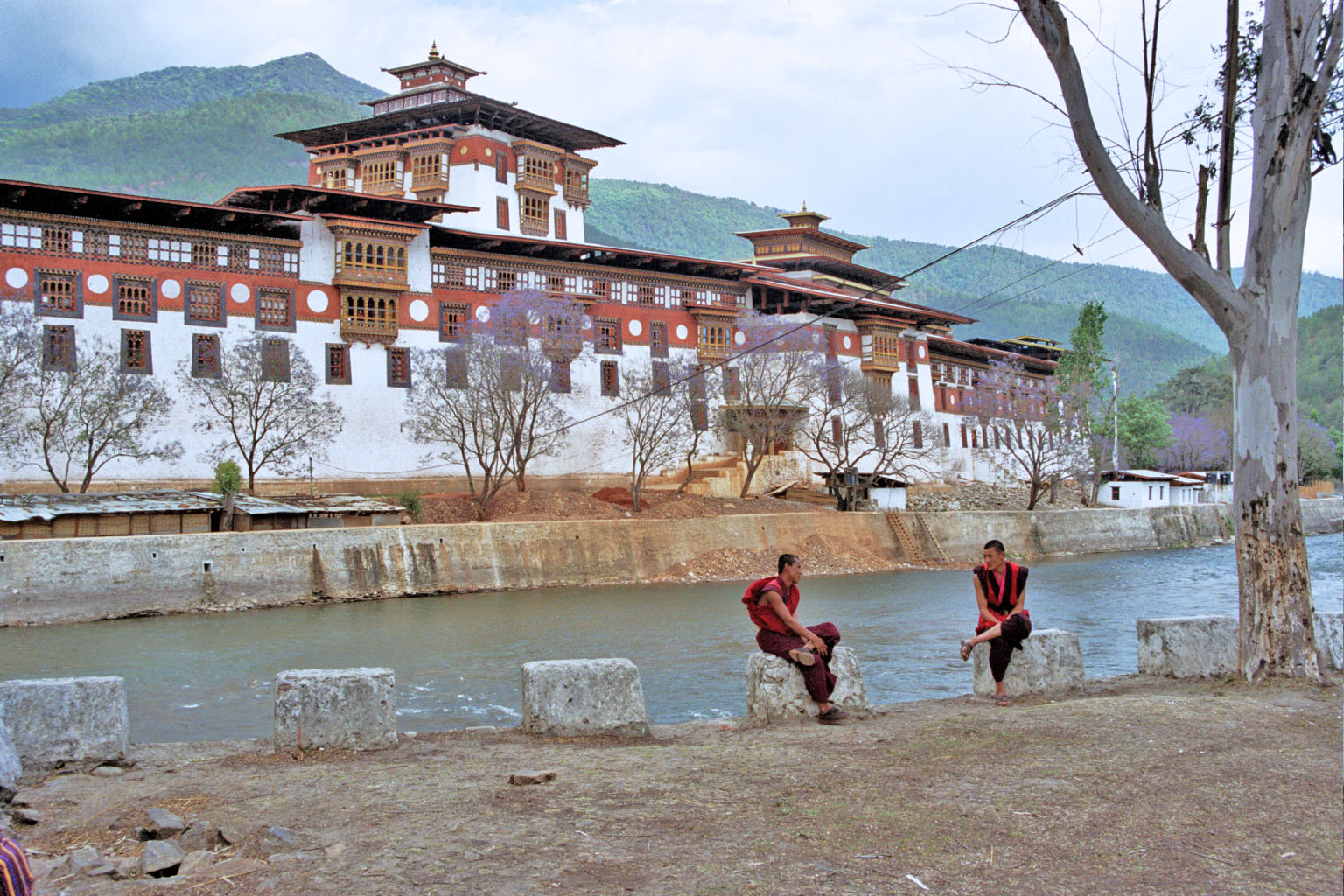
Río Mo Chu frente al Dzong de Punakha.

Punakha (སྤུ་ན་ཁ་) es el centro administrativo del Distrito de Punakha, en Bután. El dzong, fortaleza monástica que data del siglo XVII, fue la capital del país hasta 1955, fecha en la cual la capital fue trasladada a Timbu. A diferencia de Timbu, Punakha es bastante cálida en invierno y calurosa en verano y por eso se rotaban en invierno y verano la distinción de capital de la nación. 
Se ubica a 1200 metros sobre el nivel del mar. La principal actividad económica del valle de Punakha es la agricultura del arroz, que se cultiva en las riberas de los dos ríos Pho Chu y Mo Chu, en cuya confluencia se emplaza el dzong. Debido a esta ubicación, Punakha es vulnerable ante inundación por crecidas en los ríos.
En el dzong de Punakha fue celebrada bajo el rito budista la ceremonia nupcial del rey Jigme Khesar Namgyel Wangchuck con Jetsun Pema, el 13 de octubre de 2011. Asimismo, también es la residencia de invierno del Je Khenpo y del Cuerpo Monástico Central (la de verano es el Dzong Tashichoe).
Cabe destacar que en esta localidad cada, aproximadamente 100-110 años,  se celebra el festival más famoso de Bután, el cual tiene una duración de unos 10 días. A él acude gente de todo el país y, se considera una gran oportunidad para la celebración, rendir culto a Buda (incluye jornadas espirituales de oración) en compañía del líder religioso nacional, a quien se considera descendiente suyo; así como una oportunidad de reencontrarse con la familia. La gente no suele estar los 10 que dura el Festival, más bien suele llegar escalonadamente, teniendo como punto álgido el día de cierre del mismo, el cual concluye con una gran ceremonia religiosa. 
Según datos extraoficiales, a lo largo del Festival pueden transitarlo unas 400 000 personas, más de la mitad de la población nacional.

## Referencias

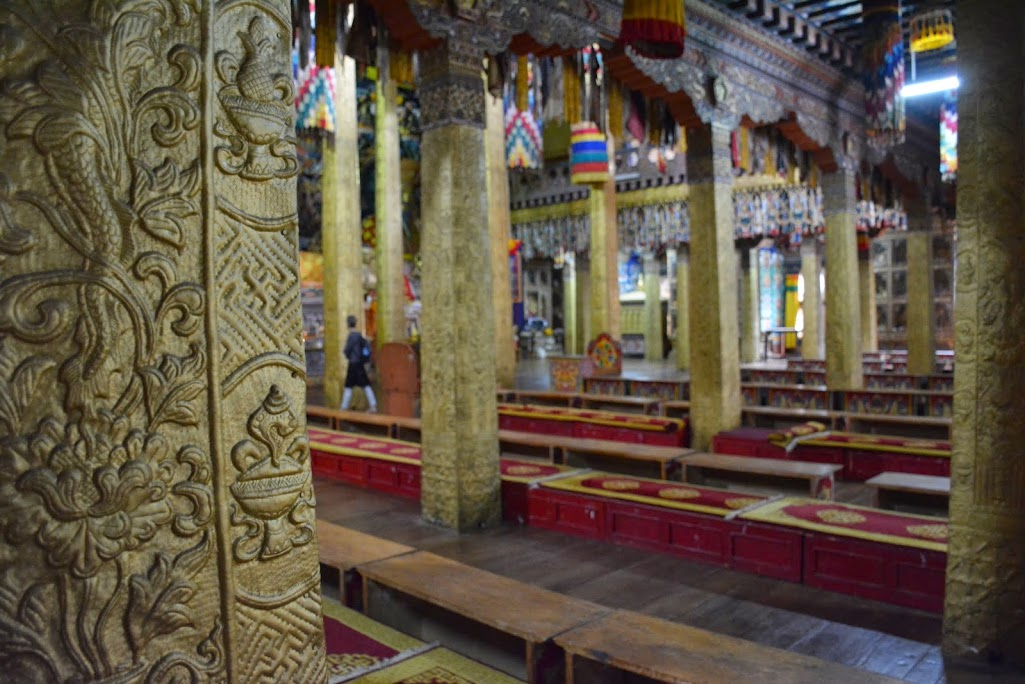
Dentro del Punakha Dzong